# Gesloten veiling
Een veiling bij inschrijving ofwel een gesloten veiling is een veilingsprocedure waarbij de deelnemers niet van elkaar kunnen zien wat er geboden wordt. In de praktijk worden de biedingen in gesloten enveloppe ingediend, en pas geopend als de biedtermijn is afgelopen.
Bij een open veiling kunnen de deelnemers wel zien wat het hoogste bod is en meestal kan men ook zien wie wat biedt. 

## Voorbeelden gesloten veiling
- Vickreyveiling